# Racing Club de Strasbourg 2010-2011
Questa voce raccoglie le informazioni riguardanti il Racing Club de Strasbourg nelle competizioni ufficiali della stagione 2010-2011.

## Organigramma societario
Area direttiva
- Presidente: Jean-Luc Plessis, dal 10 novembre Jafar Hilali
- Amministratore delegato: Jean-Luc Herzog
- Amministratore: Christophe Cornelie

Area tecnica
- Direttore sportivo: Jean-Luc Witzel
- Allenatore: Laurent Fournier
- Vice allenatore: Jacques Canosi
- Preparatore atletico: Sébastien Chinelli
- Preparatore dei portieri: David Klein

Area sanitaria
- Medico sociale: Dany Eberhardt, François Piétra
- Massaggiatori: Eric Moerckel, Nagib Remita

## Maglie e sponsor
Lo sponsor tecnico per la stagione 2010-2011 è Hummel, mentre lo sponsor ufficiale è  Électricité de Strasbourg.
| Manica sinistra · Manica sinistra · Maglietta · Manica destra · Manica destra · Pantaloncini · Calzettoni | Manica sinistra · Manica sinistra · Maglietta · Manica destra · Manica destra · Pantaloncini · Calzettoni |  |

## Rosa
| N. |                     | Ruolo | Calciatore         |
| -- | ------------------- | ----- | ------------------ |
|    | Francia (bandiera)  | P     | Régis Gurtner      |
|    | Francia (bandiera)  | P     | Vauvenargues Kéhi  |
|    | Francia (bandiera)  | P     | Kevin Sommer       |
|    | Francia (bandiera)  | D     | Jérémy Abadie      |
|    | Colombia (bandiera) | D     | Francisco Donzelot |
|    | Francia (bandiera)  | D     | Julien Outrebon    |
|    | Francia (bandiera)  | D     | Stéphane Pichot    |
|    | Francia (bandiera)  | D     | Steven Pelé        |
|    | Serbia (bandiera)   | D     | Milovan Sikimić    |
|    | Benin (bandiera)    | C     | Jocelyn Ahouéya    |
|    | Francia (bandiera)  | C     | Adel Benchenane    |
|    | Francia (bandiera)  | C     | Farez Brahmia      |

| N. |                         | Ruolo | Calciatore              |
| -- | ----------------------- | ----- | ----------------------- |
|    | Francia (bandiera)      | C     | Loïc Damour             |
|    | Francia (bandiera)      | C     | Benjamin Genghini       |
|    | RD del Congo (bandiera) | C     | Tristan M'Bongo Luvuezo |
|    | Francia (bandiera)      | C     | Stéphane Noro           |
|    | Francia (bandiera)      | A     | Nicolas Belvito         |
|    | Guinea (bandiera)       | A     | Victor Correia          |
|    | Marocco (bandiera)      | A     | Samir Hadji             |
|    | Burkina Faso (bandiera) | A     | Boubacar Kébé           |
|    | Francia (bandiera)      | A     | David Ledy              |
|    | Francia (bandiera)      | A     | Ali Mathlouthi          |
|    | RD del Congo (bandiera) | A     | Yannick Yenga           |